# The Escape (1914)
The Escape is een Amerikaanse dramafilm uit 1914 onder regie van D.W. Griffith.

## Verhaal
In de film worden de paringsgewoonten van dieren vergeleken met de manier waarop mensen een levensgezel kiezen.

## Rolverdeling
| Acteur          | Personage            |
| --------------- | -------------------- |
| Donald Crisp    | Bull McGee           |
| F.A. Turner     | Jim Joyce            |
| Robert Harron   | Larry Joyce          |
| Blanche Sweet   | May Joyce            |
| Mae Marsh       | Jennie Joyce         |
| Owen Moore      | Dr. von Eiden        |
| Ralph Lewis     | Senator              |
| Tanmary Young   | Handlanger van McGee |
| Fay Tincher     | Avonturierster       |
| Walter Long     |                      |
| Charles S. Abbe |                      |
| Evelyn Bird     |                      |